# سیارک ۲۴۲۹۷
سیارک ۲۴۲۹۷ (به انگلیسی: 24297 Jonbach، نامگذاری:1999XZ213) بیست و چهار هزار و دویست و نود و هفتمین سیارک کشف شده‌است که در ۱۴ دسامبر ۱۹۹۹ کشف شد.
قدر مطلق سیارک برابر ۱۵.۵ است.